# Остин, Хадсон
Хадсон Остин (англ. Hudson Austin; 26 апреля 1938, Гренада — 24 сентября 2022, Сент-Джорджес) — гренадский политический, военный и партийный деятель, член партии Новое движение ДЖУЭЛ, командующий Народно-революционными вооружёнными силами Гренады. В октябре 1983 после свержения и убийства Мориса Бишопа в течение шести дней возглавлял военное правительство. Осуждён за участие в государственном перевороте и убийстве Бишопа, приговорён к смертной казни, заменённой тюремным заключением. Находился в тюрьме на протяжении 25 лет.

## Инженер, военный, тюремщик
Родился в семье африканского происхождения. Окончил католическую школу в Гренаде, затем получил инженерное образование на Ямайке. Служил в колониальной полиции Гренады, затем в местных силах обороны. В 1958 получил звание капрала. Проходил военное обучение в США. В 1960—1969 служил в тюремной охране Гренады. Был уволен с должности при администрации Эрика Гейри. Работал инженером на дорожном строительстве.
Политически Хадсон Остин придерживался прокоммунистических взглядов. Подвергался преследованиям при правлении Эрика Гейри. Состоял в леворадикальной партии Новое движение ДЖУЭЛ, принадлежал к сподвижникам Мориса Бишопа (был среди них старшим по возрасту). В составе группы, получившей название «12 апостолов» — Народно-освободительная армия — прошёл военную подготовку в Гайане. Продолжал военное образование в СССР. Принадлежал к ортодоксально-коммунистическому крылу партии — группе OREL.

## В партийно-правительственном руководстве
Хадсон Остин активно участвовал в перевороте марта 1979 и свержении режима Гейри. Народно-Революционное Правительство Гренады произвело Остина в генералы (первый случай в истории Гренады). Он был назначен командующим Народно-революционными вооружёнными силами. Был членом партийного руководства, возглавлял военное и строительное министерства.
Генерал Остин занимал жёсткие сталинистские позиции, старался всячески укреплять политические и военные связи с Советским Союзом, Кубой, Вьетнамом, Северной Кореей, никарагуанскими сандинистами. Договорился о поставках через Кубу советского оружия и боеприпасов для гренадской армии. Во Вьетнаме изучал опыт политических репрессий и «перевоспитания» заключённых. В его ведении, наряду с Народно-революционной армией и Народно-революционной милицией, находилось ведомство политических репрессий — армейское Управление социальных операций (OSI).

## Участник переворота
В октябре 1983 Хадсон Остин поддержал группу Бернарда Корда в противостоянии с Морисом Бишопом и его сторонниками. Главная причина конфликта заключалась в персональной борьбе за власть. Кроме того, коммунистические радикалы Корда были недовольны компромиссными манёврами Бишопа, его планами нормализовать отношения с США.
12 октября 1983 Бишоп был смещён со всех постов и на следующий день арестован по приказу Корда. Остин поддержал это решение. 19 октября сторонники Бишопа освободили свергнутого премьера. Начались вооружённые столкновения, приведшие к кровопролитию и завершившиеся убийством Бишопа и его главных сподвижников. С заявлением по радио выступил Хадсон Остин. Его речь начиналась словами Brothers and sisters! — что создавало известную аллюзию. Он объявил о введении комендантского часа, нарушение которого наказывалось расстрелом.
В тот же день Хадсон Остин распустил прежнее правительство (физически потерявшее значительную часть состава) и сформировал Революционный военный совет (RMC) под собственным председательством. Этот орган принял на себя верховную власть (в его состав вошёл, в частности, непосредственный убийца Бишопа лейтенант Каллистус Бернард).

## Суд и заключение
25 октября 1983 на Гренаде высадились американские войска и контингенты «пяти восточнокарибских демократий». Правительство Остина было свергнуто. Сам генерал Остин вместе с подполковником Лэйном и майором Корнуоллом пытался скрыться в доме знакомого иностранца, но был обнаружен и арестован 27 октября. Его местонахождение указал американцам сторонник Бишопа, возмущённый убийством премьера.
Хадсон Остин, Бернард Корд и их ближайшее окружение были привлечены к суду по обвинению в убийстве Мориса Бишопа и его сторонников. В 1986 суд приговорил к смертной казни Корда, Остина и группу их сообщников. В 1991 приговор был заменён на пожизненное заключение. Хадсон Остин был освобождён в декабре 2008, после четвертьвекового пребывания в тюрьме.
В отличие от других осуждённых по процессу «Гренада 17» (дело о перевороте и убийствах октября 1983), Хадсон Остин никогда не пытался отрицать или как-то оправдать свои тогдашние действия.

## После освобождения
В 2010 правительство Тиллмана Томаса приняло Хадсона Остина на должность менеджера строительных работ в тюрьме, где он отбывал наказание. Ему была определена ежемесячная зарплата в 4 тысячи долларов. В политике Остин не участвовал, от публичных выступлений воздерживался. Единственное интервью дал в июле 2021: критиковал Корда за беспринципную жажду власти, возлагал на него вину за гибель революции.
Скончался Хадсон Остин в Сент-Джорджесе в возрасте 84 лет. Был женат, отец троих детей.